# Het laatste oordeel (Zuid-Nederlandse school)
Het Laatste Oordeel is een schilderij in de Koninklijke Musea voor Schone Kunsten van België te Brussel. Het wordt met enige reserve toegeschreven aan de Vlaamse Primitief Lieven van den Clite en zou dan dateren uit 1413. In 1482 werd het schilderij gerestaureerd door Augustijn de Brune, waarbij sommige delen werden overgeschilderd, waaronder het gezicht van Christus, dat werd gemoderniseerd naar het voorbeeld van het Vera Icon van Jan van Eyck en andere Vlaamse Primitieven. 

## Voorstelling
Het schilderij is een voorstelling van de dag des oordeels. Christus zit op de regenboog die het begin vormt van een denkbeeldige ovaal die het schilderij in verschillende secties verdeelt. Binnen het ovaal bevinden zich de twaalf apostelen die met ontzag en in aanbidding omhoog kijken. Vooraan zijn links Johannes – als enige zonder baard – en rechts Petrus te herkennen. Aan weerszijden van Christus staan Maria en Johannes de Doper, die vanaf de aarde hun rol van voorsprekers van de mensheid vervullen. Terwijl Christus zijn wonden toont en zijn voeten op de wereldbol laat rusten, zweven boven hem vier engelen die de Arma Christi dragen: het kruis, de doornenkroon, de drie spijkers en de lans waarmee Zijn zij werd doorboord. Onder aan het schilderij openen de graven zich en komen de geraamtes, waarvan er een zijn botten bij elkaar raapt, weer tot leven. Uiterst rechts drijft de aartsengel Michaël de ongelovigen naar de hel, die zich onder hem opent en waar duivels hun slachtoffers meesleuren. Linksboven zweeft op een wolkenband het hemelse Jeruzalem in de vorm van een gotische kerk, waar de uitverkorenen worden ontvangen.